# Serra de Bernils (Sant Martí de Centelles)

La Serra de Bernils, sector nord, respecte del terme de Castellcir

La Serra de Bernils, també anomenada Serra del Fabregar, és una serra dels termes municipals de Castellcir i de Sant Martí de Centelles a la comarca d'Osona.
Està situada a l'extrem de llevant del terme de Castellcir i en el del sud-oest del de Sant Martí de Centelles.
La Serra de Bernils de Sant Martí de Centelles té continuïtat cap al sud, en la serra homònima del terme de Sant Quirze Safaja. És al sud-oest del Puig Oriol i al sud-est del Serrat Rodó, a la dreta del torrent del Bosc. Al costat de llevant del seu extrem meridional hi ha la Carena de Bassapedrells i la Carena dels Brucs, mentre que a llevant de la part central es troba l'Estalviada. Al seu costat de ponent es troba la masia de les Solanes.

## Etimologia
Aquesta serra pren els dos noms amb què se la coneix de les properes masies de Barnils, situada a migdia, i el Fabregar, situada a llevant.